# コロンビア郡 (フロリダ州)
コロンビア郡（英: Columbia County）は、アメリカ合衆国フロリダ州の北部に位置する郡である。2010年国勢調査での人口は67,531人であり、2000年の56,513人から19.5%増加した。郡庁所在地はレイクシティ市（人口12,046人）であり、同郡で人口最大の都市でもある。
コロンビア郡はその全体でレイクシティ小都市圏を構成している。

## 歴史
コロンビア郡は1832年に設立された。郡名はアメリカ大陸を発見したクリストファー・コロンブスに拠っている。
1958年、コロンビア・アマチュアラジオ協会が結成された。これは世界中の人々と対話できる能力を享受するアマチュアラジオ運営者の集まりであり、現在も続いている。

## 地理
アメリカ合衆国国勢調査局に拠れば、郡域全面積は801.04平方マイル (2,074.7 km2)であり、このうち陸地797.05平方マイル (2,064.4 km2)、水域は3.99平方マイル (10.3 km2)で水域率は50%である。

### 交通

#### 空港
郡内の主要空港はレイクシティ市民空港である。他に民間の空港も存在している。

#### 主要高規格道路
- 州間高速道路10号線、郡内を東西に通る幹線道路、郡を南北に分ける形になっている。郡内にはインターチェンジが3か所ある。オセオラ国立の森を抜けている
- 州間高速道路75号線、南西から北東に抜ける、南のアラチュア郡からサンタフェ川に架かる橋で郡内に入ってくる。郡内にはインターチェンジが4か所ある
- アメリカ国道27号線、これも南西から北東に抜ける、サンタフェ川に架かる橋で郡内に入り、フォートホワイトを抜け、イチェタックニースプリングス州立公園内イチェタックニー川に架かる橋で郡を出ていく
- アメリカ国道41号線、北のハイスプリングスから国道441号線と合流し、レイクシティに入り、国道441号線と分かれて平行に進み、北西のハミルトン郡からジョージア州に入り北に進む
- アメリカ国道90号線、州間高速道路10号線ができるまで郡内を東西に通る幹線道路だった。スワニー郡のウェルボーンから郡内に入ってレイクシティに向かい、レイクシティの東からは、オセオラ国立の森の南端を進み、ベイカー郡に抜ける
- アメリカ国道90号トラック線、国道90号線のトラックがレイクシティの南を迂回する道路
- アメリカ国道441号線、北のハイスプリングスから国道41号線と合流し、レイクシティに入り、国道41号線と分かれて平行に進み、その後真北のジョージア州に向かう
- フロリダ州道2号線、郡の最北東隅を通っており、郡内にインターチェンジはない
- フロリダ州道47号線、北東から南西に抜ける道路、ギルクリスト郡のトレントンからレイクシティの国道41号線に進む
- フロリダ州道100号線
- フロリダ州道238号線
- フロリダ州道247号線、北東から南西に抜ける道路、スワニー郡のブランフォードからレイクシティ西部の国道90号線まで

#### 鉄道
鉄道は3本が走っている。幹線は以前シーボード・エア・ライン鉄道が所有し、アムトラックのサンセット・リミテッド号が運行されていた線を、現在はCSXトランスポーテーションが所有しているものである。2005年にハリケーン・カトリーナの被害を受けた後、サンセット・リミテッド号の運行はニューオーリンズで止まっている。その時点までレイクシティ駅が唯一の実用駅だった。2つめの線はジョージア・サザン・アンド・フロリダ鉄道が所有し、レイクシティから国道41号線に沿い、ハミルトン郡に抜けるものである。3つめの線は州道100号線に沿ってユニオン郡に向かっている。

### 隣接する郡
- エコルズ郡 (ジョージア州) - 北
- クリンチ郡 (ジョージア州) - 北東
- ベイカー郡 - 東
- ユニオン郡 - 南東
- アラチュア郡 - 南
- ギルクリスト郡 - 南西
- スワニー郡 - 西
- ハミルトン郡 - 北西

### 国立保護地域
- オセオラ国立の森（部分）

## 人口動態
以下は2000年国勢調査による人口統計データである。
| 基礎データ - 人口: 56,513人 - 世帯数: 20,925 世帯 - 家族数: 14,919 家族 - 人口密度: 27人/km2（71人/mi2） - 住居数: 23,579軒 - 住居密度: 11軒/km2（30軒/mi2） 人種別人口構成 - 白人: 79.72% - アフリカン・アメリカン: 17.03% - ネイティブ・アメリカン: 0.53% - アジア人: 0.67% - 太平洋諸島系: 0.04% - その他の人種: 0.60% - 混血: 1.42% - ヒスパニック・ラテン系: 2.74% 年齢別人口構成 - 18歳未満: 25.4% - 18-24歳: 9.0% - 25-44歳: 27.7% - 45-64歳: 24.0% - 65歳以上: 14.0% - 年齢の中央値: 37歳 - 性比（女性100人あたり男性の人口） - 総人口: 102.9 - 18歳以上: 101.7 | 世帯と家族（対世帯数） - 18歳未満の子供がいる: 32.1% - 結婚・同居している夫婦: 53.7% - 未婚・離婚・死別女性が世帯主: 12.9% - 非家族世帯: 28.7% - 単身世帯: 23.8% - 65歳以上の老人1人暮らし: 9.8% - 平均構成人数 - 世帯: 2.56人 - 家族: 3.02人 収入と家計 - 収入の中央値 - 世帯: 30,881米ドル - 家族: 35,927米ドル - 性別 - 男性: 27,353米ドル - 女性: 21,738米ドル - 人口1人あたり収入: 14,598米ドル - 貧困線以下 - 対人口: 15.0% - 対家族数: 11.4% - 18歳未満: 17.1% - 65歳以上: 13.6% |

## 都市と町

### 法人化自治体
- レイクシティ市 - 郡庁所在地
- フォートホワイト町

### 未編入の町
- ファイブポインツ
- ウォータータウン
- ルル
- ニューコ
- コロンビアシティ

## 政治
コロンビア郡はフロリダ州北中部にある郡と同様に、アメリカ合衆国大統領選挙では共和党候補に投票する傾向にあるが、州や郡レベルの選挙では保守派民主党候補を推すことがある。
| 年     | 共和党 | 民主党 | その他 |
| ------ | ------ | ------ | ------ |
| 2008年 | 66.1%  | 32.5%  | 1.4%   |
| 2004年 | 67.1%  | 32.1%  | 0.8%   |
| 2000年 | 59.2%  | 38.1%  | 2.7%   |
| 1996年 | 46.5%  | 41.0%  | 12.5%  |
| 1992年 | 43.4%  | 37.0%  | 23.0%  |
| 1988年 | 65.1%  | 34.2%  | 0.7%   |

## 教育

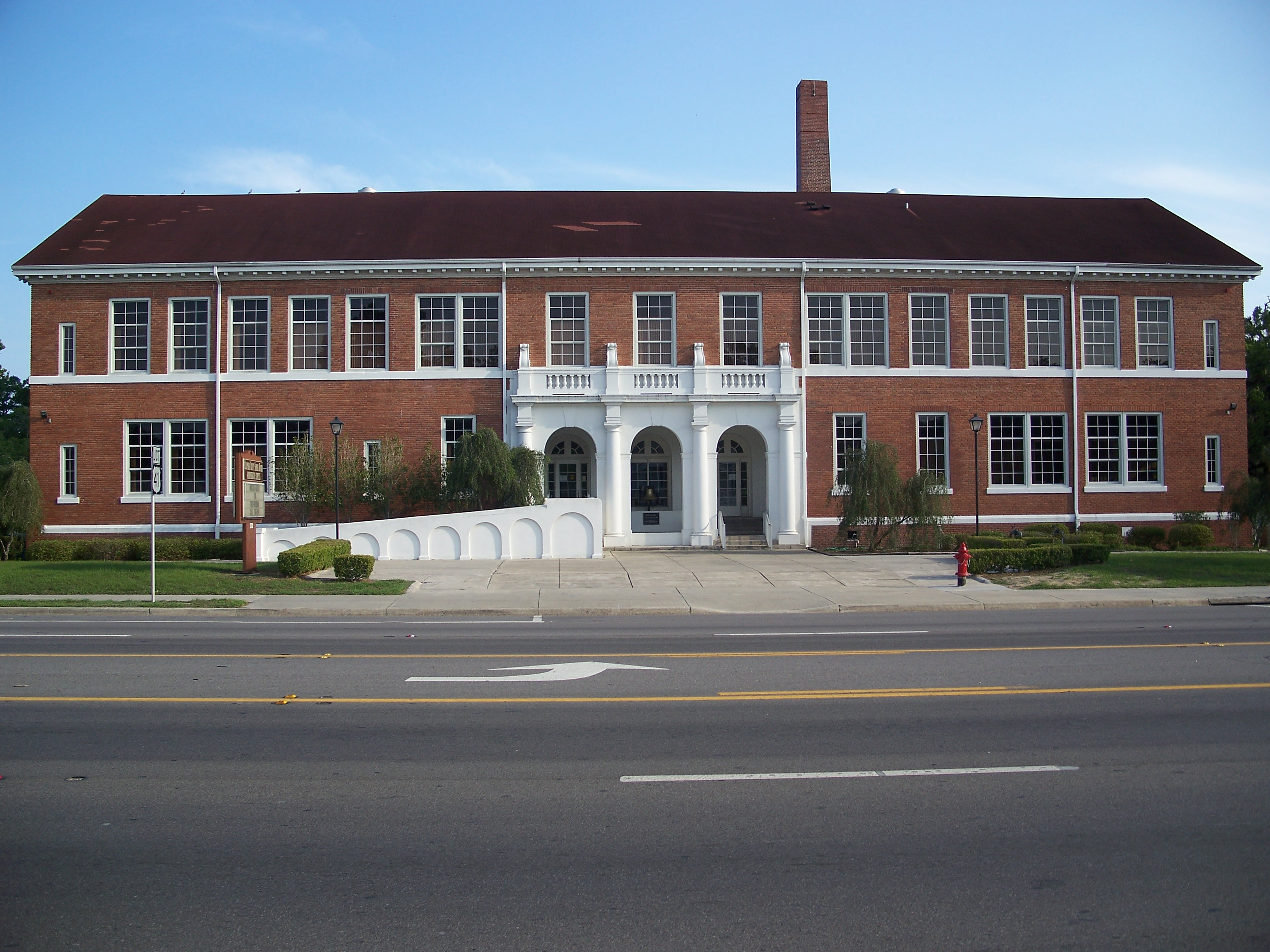
元コロンビア郡高校、現在は教育学区本部

郡内の公共教育はコロンビア郡教育学区が管轄している。

### 政府関連
- Columbia County Government / Board of County Commissioners
- Columbia County Supervisor of Elections
- Columbia County Property Appraiser
- Columbia County Tax Collector
- Columbia County Sheriff's Office
- Columbia County Tourism

### 特殊地区
- Columbia County Public Schools
- Suwannee River Florida Water Management District
- Columbia Amateur Radio Society since 1958

### 司法関連
- Columbia County Clerk of Courts
- Public Defender, 3rd Judicial Circuit of Florida serving Columbia, Dixie, Hamilton, Lafayette, Madison, Suwannee, and Taylor Counties
- Office of the State Attorney, 3rd Judicial Circuit of Florida
- Circuit and County Court, 3rd Judicial Circuit of Florida

### 観光
- Lake City Weather dot Com Get LIVE Weather Reports here.
- Columbia County Tourism Development Council
- Suwannee Online

座標: 北緯30度14分 西経82度38分 / 北緯30.23度 西経82.63度